# Agapema dyari
Agapema dyari är en fjärilsart som beskrevs av Cockerell 1914. Agapema dyari ingår i släktet Agapema och familjen påfågelsspinnare. Inga underarter finns listade i Catalogue of Life.